# Karl Miescher

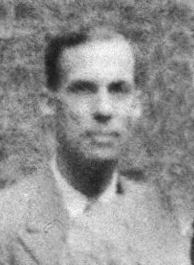
Karl Miescher (1935)

Karl Miescher (* 8. Januar 1892 in Neapel; † 14. April 1974 in Riehen; heimatberechtigt in Basel) war ein Schweizer Chemiker.

## Biografie
Nach dem Schulbesuch in Basel studierte Karl Miescher an der ETH Zürich und am Institut Pasteur in Paris Chemie. Er wurde 1918 bei Hermann Staudinger, dessen Assistent er war, mit einer Arbeit über Nitrone und Nitrene promoviert. Anschliessend arbeitete er bis 1956 beim Basler Chemie- und Pharmaunternehmen Ciba AG, zunächst als Forschungschemiker, dann als Leiter der pharmazeutisch-chemischen Laboratorien, schliesslich als Vizedirektor, Direktor und Mitglied des Direktionskomitees des Konzerns. Er arbeitete insbesondere im Bereich der Steroide. Ihm gelang mit G. Anner 1948 die zweite Totalsynthese eines Steroids (Estron). Seinen Namen trägt das von ihm mitentdeckte Wieland-Miescher-Keton. Weiterhin entwickelte er zusammen mit Charles Meystre ein Verfahren zum Abbau von Gallensäuren, den ebenfalls nach ihm benannten Miescher-Abbau. Nach seiner Pensionierung gründete Miescher 1957 das Laboratorium für Farbmetrik an der Physikalischen Anstalt der Universität Basel.
1945 wurde er mit einem Ehrendoktorat der Universität Basel ausgezeichnet, 1952 wurde er Ehrensenator der Schweizerischen Akademie der Medizinischen Wissenschaften und Ehrendoktor der Universität Freiburg im Breisgau.